# Hanalei
Hanalei és una concentració de població designada pel cens dels Estats Units a l'estat de Hawaii. Segons el cens del 2000 tenia 478 habitants.

## Demografia
Segons el cens del 2000, Hanalei tenia 478 habitants, 193 habitatges, i 115 famílies La densitat de població era de 284,44 habitants per km².
Dels 193 habitatges en un 24,9% hi vivien nens de menys de 18 anys, en un 39,9% hi vivien parelles casades, en un 10,4% dones solteres, i en un 40,4% no eren unitats familiars. En el 31,1% dels habitatges hi vivien persones soles el 6,2% de les quals corresponia a persones de 65 anys o més que vivien soles. El nombre mitjà de persones vivint en cada habitatge era de 2,48 i el nombre mitjà de persones que vivien en cada família era de 3,10.
Per edats la població es repartia de la següent manera: un 24,1% tenia menys de 18 anys, un 7,3% entre 18 i 24, un 27,0% entre 25 i 44, un 30,1% de 45 a 64 i un 11,5% 65 anys o més.
L'edat mediana era de 40,2 anys. Per cada 100 dones hi havia 99,17 homes. Per cada 100 dones de 18 o més anys hi havia 102,79 homes.
La renda mediana per habitatge era de 34.375 $ i la renda mediana per família de 55.750 $. Els homes tenien una renda mediana de 31.500 $ mentre que les dones 28.500 $. La renda per capita de la població era de 21.241 $. Aproximadament el 21,9% de les famílies i el 25,3% de la població estaven per davall del llindar de pobresa.

## Poblacions més properes
El següent diagrama mostra les poblacions més properes.